# WTA German Open 1999 - Qualificazioni singolare
Le qualificazioni del singolare  del WTA German Open 1999 sono state un torneo di tennis preliminare per accedere alla fase finale della manifestazione. I vincitori dell'ultimo turno sono entrati di diritto nel tabellone principale. In caso di ritiro di uno o più giocatori aventi diritto a questi sono subentrati i lucky loser, ossia i giocatori che hanno perso nell'ultimo turno ma che avevano una classifica più alta rispetto agli altri partecipanti che avevano comunque perso nel turno finale.

## Giocatrici

### Teste di serie
1. Emmanuelle Gagliardi (qualificata)
2. Amanda Hopmans (ultimo turno, Lucky Loser)
3. Mariana Díaz Oliva (ultimo turno, Lucky Loser)
4. Alicia Molik (primo turno)

1. Larisa Neiland (primo turno)
2. Evgenija Kulikovskaja (primo turno)
3. Sandra Kleinová (qualificata)
4. Sonya Jeyaseelan (primo turno)

### Qualificate
1. Emmanuelle Gagliardi
2. Sandra Kleinová
3. Sandra Načuk
4. Sandra Cacic

1. Germana Di Natale
2. Sandra Klösel
3. Miriam Schnitzer
4. Anca Barna

#### Lucky Losers
1. Mariana Díaz Oliva
2. Florencia Labat

1. Pavlina Stoyanova
2. Amanda Hopmans

## Tabellone qualificazioni

### Legenda
| - Q = Qualificato - WC = Wild card - LL = Lucky loser | - ALT = Alternate - SE = Special Exempt - PR = Protected Ranking | - w/o = Walkover - r = Ritirato - d = Squalificato |

### Sezione 1
|  | Primo turno | Primo turno          | Primo turno          | Primo turno | Primo turno |  |  | Ultimo turno | Ultimo turno         | Ultimo turno | Ultimo turno | Ultimo turno |  |
|  |             |                      |                      |             |             |  |  |              |                      |              |              |              |  |
|  | 1           | Emmanuelle Gagliardi | Emmanuelle Gagliardi | 6           | 6           |  |  |              |                      |              |              |              |  |
|  |             | Radka Pelikanová     | Radka Pelikanová     | 4           | 3           |  |  | 1            | Emmanuelle Gagliardi | 6            | 3            | 6            |  |
|  | WC          | Mia Buric            | Mia Buric            | 3           | 1           |  |  |              | Flora Perfetti       | 4            | 6            | 1            |  |
|  |             | Flora Perfetti       | Flora Perfetti       | 6           | 6           |  |  |              |                      |              |              |              |  |

### Sezione 2
|  | Primo turno      | Primo turno      | Primo turno      | Primo turno | Primo turno |  |  | Ultimo turno | Ultimo turno     | Ultimo turno     | Ultimo turno | Ultimo turno |  |
|  |                  |                  |                  |             |             |  |  |              |                  |                  |              |              |  |
|  | Adriana Gerši    | Adriana Gerši    | Adriana Gerši    | 1           | 1           |  |  |              |                  |                  |              |              |  |
|  | Elena Dement'eva | Elena Dement'eva | Elena Dement'eva | 6           | 6           |  |  |              | Elena Dement'eva | Elena Dement'eva | 3            | 4            |  |
|  | WC               | Martina Müller   | 6                | 3           | 3           |  |  | 7            | Sandra Kleinová  | Sandra Kleinová  | 6            | 6            |  |
|  | 7                | Sandra Kleinová  | 1                | 6           | 6           |  |  |              |                  |                  |              |              |  |

### Sezione 1
|  | Primo turno     | Primo turno        | Primo turno        | Primo turno | Primo turno |  |  | Ultimo turno | Ultimo turno       | Ultimo turno       | Ultimo turno | Ultimo turno |  |
|  |                 |                    |                    |             |             |  |  |              |                    |                    |              |              |  |
|  | 3               | Mariana Díaz Oliva | Mariana Díaz Oliva | 6           | 6           |  |  |              |                    |                    |              |              |  |
|  | WC              | Angelika Roesch    | Angelika Roesch    | 2           | 2           |  |  | 3            | Mariana Díaz Oliva | Mariana Díaz Oliva | 3            | 3            |  |
|  | Sandra Načuk    | Sandra Načuk       | Sandra Načuk       | 6           | 6           |  |  |              | Sandra Načuk       | Sandra Načuk       | 6            | 6            |  |
|  | Kerry-Anne Guse | Kerry-Anne Guse    | Kerry-Anne Guse    | 2           | 1           |  |  |              |                    |                    |              |              |  |

### Sezione 4
|  | Primo turno        | Primo turno        | Primo turno        | Primo turno | Primo turno |  |  | Ultimo turno | Ultimo turno | Ultimo turno | Ultimo turno | Ultimo turno |  |
|  |                    |                    |                    |             |             |  |  |              |              |              |              |              |  |
|  | Sandra Cacic       | Sandra Cacic       | Sandra Cacic       | 6           | 6           |  |  |              |              |              |              |              |  |
|  | María José Gaidano | María José Gaidano | María José Gaidano | 3           | 1           |  |  | Sandra Cacic | Sandra Cacic | 7            | 3            | 6            |  |
|  |                    | Liezel Horn        | Liezel Horn        | 6           | 6           |  |  | Liezel Horn  | Liezel Horn  | 5            | 6            | 3            |  |
|  | 5                  | Larisa Neiland     | Larisa Neiland     | 3           | 4           |  |  |              |              |              |              |              |  |

### Sezione 5
|  | Primo turno     | Primo turno       | Primo turno       | Primo turno | Primo turno |  |  | Ultimo turno      | Ultimo turno      | Ultimo turno | Ultimo turno | Ultimo turno |  |
|  |                 |                   |                   |             |             |  |  |                   |                   |              |              |              |  |
|  | 8               | Sonya Jeyaseelan  | Sonya Jeyaseelan  | 3           | 1           |  |  |                   |                   |              |              |              |  |
|  |                 | Germana Di Natale | Germana Di Natale | 6           | 6           |  |  | Germana Di Natale | Germana Di Natale | 6            | 2            | 7            |  |
|  | Samantha Reeves | Samantha Reeves   | Samantha Reeves   | 2           | 3           |  |  | Alicia Ortuño     | Alicia Ortuño     | 4            | 6            | 5            |  |
|  | Alicia Ortuño   | Alicia Ortuño     | Alicia Ortuño     | 6           | 6           |  |  |                   |                   |              |              |              |  |

### Sezione 6
|  | Primo turno     | Primo turno     | Primo turno     | Primo turno | Primo turno |  |  | Ultimo turno    | Ultimo turno    | Ultimo turno | Ultimo turno | Ultimo turno |  |
|  |                 |                 |                 |             |             |  |  |                 |                 |              |              |              |  |
|  | Raluca Sandu    | Raluca Sandu    | Raluca Sandu    | 3           | 1           |  |  |                 |                 |              |              |              |  |
|  | Florencia Labat | Florencia Labat | Florencia Labat | 6           | 6           |  |  | Florencia Labat | Florencia Labat | 6            | 3            | 2            |  |
|  |                 | Sandra Klösel   | Sandra Klösel   | 6           | 6           |  |  | Sandra Klösel   | Sandra Klösel   | 3            | 6            | 6            |  |
|  | 4               | Alicia Molik    | Alicia Molik    | 4           | 4           |  |  |                 |                 |              |              |              |  |

### Sezione 7
|  | Primo turno      | Primo turno           | Primo turno           | Primo turno | Primo turno |  |  | Ultimo turno      | Ultimo turno      | Ultimo turno | Ultimo turno | Ultimo turno |  |
|  |                  |                       |                       |             |             |  |  |                   |                   |              |              |              |  |
|  | 6                | Evgenija Kulikovskaja | Evgenija Kulikovskaja | 4           | 4           |  |  |                   |                   |              |              |              |  |
|  |                  | Pavlina Stoyanova     | Pavlina Stoyanova     | 6           | 6           |  |  | Pavlina Stoyanova | Pavlina Stoyanova | 1            | 6            | 1            |  |
|  | Sandra Dopfer    | Sandra Dopfer         | 6                     | 4           | 2           |  |  | Miriam Schnitzer  | Miriam Schnitzer  | 6            | 1            | 6            |  |
|  | Miriam Schnitzer | Miriam Schnitzer      | 2                     | 6           | 6           |  |  |                   |                   |              |              |              |  |

### Sezione 8
|  | Primo turno      | Primo turno      | Primo turno      | Primo turno | Primo turno |  |  | Ultimo turno | Ultimo turno   | Ultimo turno | Ultimo turno | Ultimo turno |  |
|  |                  |                  |                  |             |             |  |  |              |                |              |              |              |  |
|  | Anca Barna       | Anca Barna       | Anca Barna       | 6           | 6           |  |  |              |                |              |              |              |  |
|  | Aleksandra Olsza | Aleksandra Olsza | Aleksandra Olsza | 3           | 4           |  |  |              | Anca Barna     | 2            | 6            | 6            |  |
|  | WC               | Syna Schmidle    | Syna Schmidle    | 3           | 1           |  |  | 2            | Amanda Hopmans | 6            | 1            | 2            |  |
|  | 2                | Amanda Hopmans   | Amanda Hopmans   | 6           | 6           |  |  |              |                |              |              |              |  |